# Наумов, Виктор Фёдорович
Ви́ктор Фё́дорович Нау́мов (4 июля 1930, Казань — 31 мая 2005, Казань) — советский врач, хирург, доктор медицинских наук (1988), Заслуженный врач Татарской АССР (1981), руководитель Казанского городского центра гастрохирургии (с 1992 года).

## Биография
Родился 4 июля 1930 года в городе Казань, Татарская АССР, РСФСР.
В 1958 году окончил Казанский государственный медицинский институт. Получив диплом врача, работал в Шугуровской районной больнице.
В 1959 году начал работать в Альметьевской городской больнице, в 1963 году там же назначен заведующим хирургическим отделением, трудился в этой должности до 1966 года.
С 1961 по 1963 год был ординатором кафедры онкологии Казанского государственного института для усовершенствования врачей (ГИДУВ). В 1966 году стал заведующим хирургическим отделением городской больницы № 9, с 1975 года — больницы водников, с 1977 года — городской больницы № 11 в Казани.
В 1981 году за большой вклад в развитие медицинской науки Виктор Фёдорович Наумов был удостоен почётного звания «Заслуженный врач Татарской АССР». В 1988 году защитил диссертацию на соискание учёной степени доктора медицинских наук.
В 1992 году возглавил Казанский городской центр гастрохирургии.
Виктор Наумов написал труды по органосберегающим методам операции при язве желудка и двенадцатиперстной кишки, в том числе монографию «Сфинктеросохраняющая пластинка гастродуоденального „перехода“.» (издана в 1991 году в Казани). В соавторстве Р. О. Тимошенко написал книгу «Адекватная коррекция функциональных структур желудка в хирургии язвенной болезни» (издана в 2004 году в Казани). Является автором десяти авторских свидетельств на изобретения.
Наумов скончался 31 мая 2005 года в Казани.